# Ludwik Kiciński
Ludwik Kiciński (ur. 13 sierpnia 1889 w Zamościu, zm. 20 czerwca 1920 pod Suchowolą) – podporucznik piechoty Wojska Polskiego, kawaler Orderu Virtuti Militari.

## Życiorys
Urodził się 13 sierpnia 1889 w Zamościu, ówczesnym mieście powiatowym guberni lubelskiej, w rodzinie Kaspra i Anieli. Kształcił się w domu rodzinnym. Ukończył Oranienbaumską Szkołę Chorążych.
W czasie I wojny światowej walczył w szeregach armii rosyjskiej. Jego oddziałem macierzystym był 9 zaamurski graniczny pułk piechoty (ros. 9-й Заамурский пограничный пехотный полк). Awansował na starszego podoficera (ros. подпрапорщик). 15 października 1915 został ranny. 22 maja 1915 pod wsią Samuszyno (ros. Самушино) został ranny po raz drugi. W 1917, po rewolucji październikowej, wstąpił do I Korpusu Polskiego w Rosji i został przydzielony do Legii Rycerskiej.
Od listopada 1918 walczył na wojnie z Ukraińcami w grupie gen. Rydza-Śmigłego. 31 marca 1919 ponownie został ranny. Później został przeniesiony do 1 pułku piechoty Legionów i w jego szeregach wziął udział w operacji wileńskiej, bitwie na Dźwiną oraz wyprawie kijowskiej.
Poległ 20 czerwca 1920 pod Suchowolą na Wołyniu. Był kawalerem, dzieci nie miał.

## Ordery i odznaczenia
- Krzyż Srebrny Orderu Wojskowego Virtuti Militari nr 7962 – 20 lipca 1922[6][1][7]
- Medal Świętego Jerzego I, II, III i IV stopnia[1][2]